# Lalmohania velutina
Lalmohania velutina är en fiskart som beskrevs av Lee Milo Hutchins 1994. Lalmohania velutina ingår i släktet Lalmohania och familjen filfiskar. Inga underarter finns listade i Catalogue of Life.